# 辖龙寺
辖龙寺，位于西藏自治区日喀则市定日县岗嘎镇辖龙村，是一座藏传佛教寺院。

## 简介
辖龙寺是位于西藏自治区日喀则市定日县岗嘎镇辖龙村的一座藏传佛教寺院。
2013年，定日县人民政府对该县18座寺庙公路工程进行了招标，这18座寺庙分别是：曲当乡塔巴林寺、曲当乡古益寺、曲当乡桑松寺、克玛乡云东曲德寺、克玛乡森嘎查寺、盆吉乡曲德寺、扎西宗乡卡日寺、扎西宗乡差堆寺、扎西宗乡扎普寺、扎西宗乡堆桑林寺、岗嘎镇辖龙寺、扎西宗乡巴龙寺、岗嘎镇尼布寺、岗嘎镇曲龙寺、岗嘎镇乃琼寺、岗嘎镇朗果寺、岗嘎镇普萨寺、扎果乡古仓寺。